# Euarestopsis paupera
Euarestopsis paupera är en tvåvingeart som beskrevs av Erich Martin Hering 1937. Euarestopsis paupera ingår i släktet Euarestopsis och familjen borrflugor.
Artens utbredningsområde är Costa Rica. Inga underarter finns listade i Catalogue of Life.